# Gustave Daladier
Pour les articles homonymes, voir Daladier.

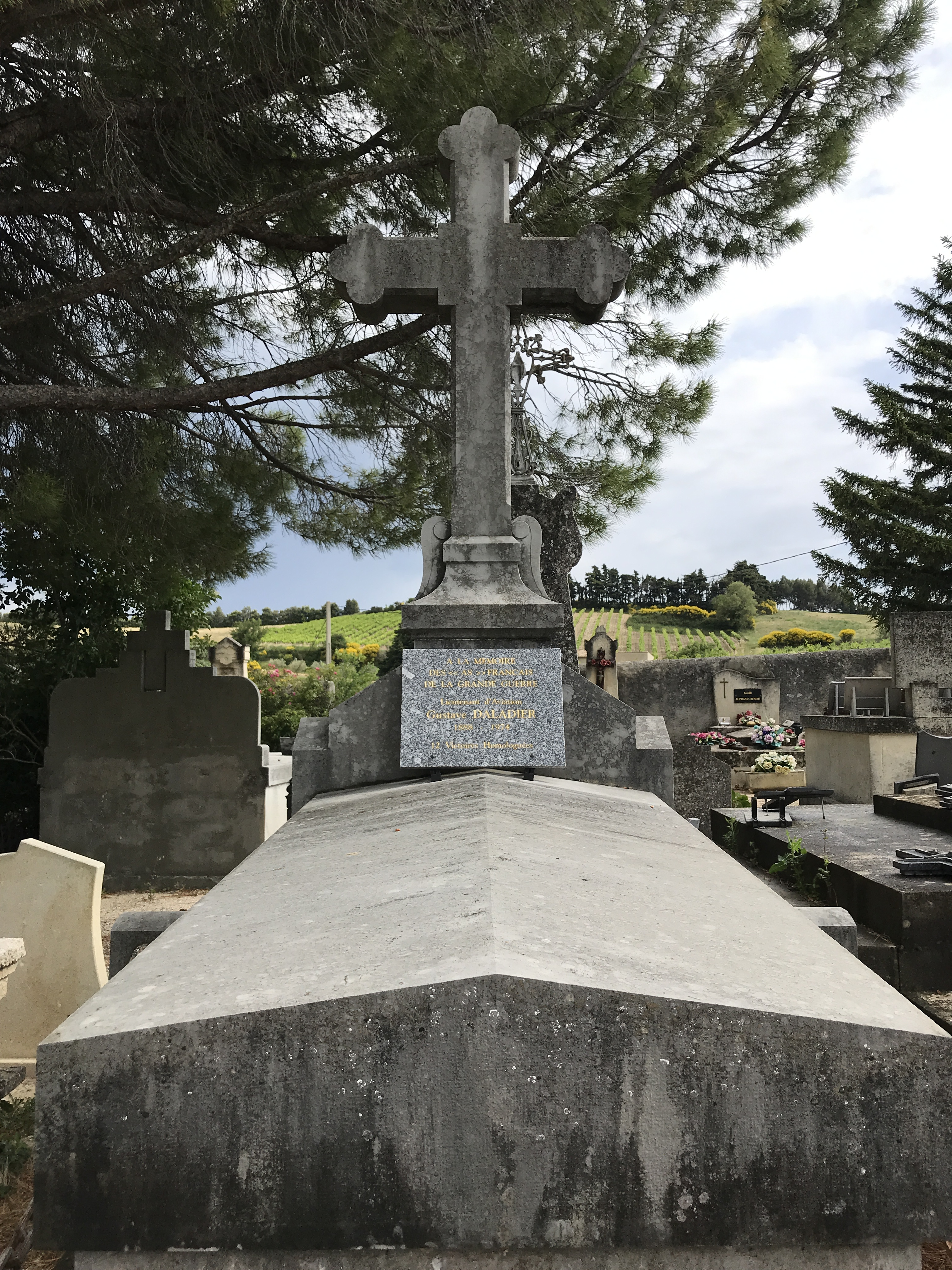
Sépulture de Gustave Daladier à Villedieu (Vaucluse).

Gustave Victorin Daladier (23 mars 1888 à Villedieu - 16 avril 1974 à Villedieu) est un as de l'aviation français de la Première Guerre mondiale. Il remporta douze victoires homologuées.

## Biographie

### Service militaire avant la Première Guerre mondiale
Daladier s'engage dans l'armée en tant que volontaire, pour une période de trois ans, le 3 décembre 1907. Il commence sa carrière militaire au 4e régiment de chasseurs d'Afrique, en tant que simple soldat. Le 5 juin 1909, il est promu au grade de brigadier. Il est transféré au 4e régiment de Spahis, le 22 octobre 1909. Le 6 janvier 1914, il est promu maréchal-des-logis, et le 23 mars 1915, il acquiert le grade de maréchal des logis-chef. Daladier est alors transféré à l'aviation.

### Service dans l'aviation
Le 22 septembre 1915, Daladier rejoint le 1er Groupe d'Aviation à Dijon où il suit l'entraînement pour devenir pilote. Il perfectionne sa formation à Buc. Le 20 janvier 1916, il reçoit le brevet militaire de pilote no 2289. Le 28 avril, il est affecté à l'Escadrille 73. Le 16 juillet 1916, il est transféré à l'Escadrille F14 (le 'F' signifiant que les pilotes de cette Escadrille volaient avec des avions Farman). Daladier est promu au grade d'adjudant le 25 octobre 1916.
Le 4 mai 1917, il reçoit la Médaille militaire, avec la citation suivante :

« Excellent officier ayant déjà fourni des preuves de hautes qualités en Algérie et au Maroc. Transféré à l’aviation il s’est montré pour être un pilote de plus grand courage. A exécuté de nombreuses missions de longues distances et a eu plusieurs combats. Le 14 avril 1917, il a tiré en bas d’un avion ennemi dans des circonstances particulièrement difficiles. »

Deux jours plus tard, le 6 mai, il est transféré à l'Escadrille N93 dans laquelle il pilote des Nieuports. Entre le 14 avril et le 30 octobre 1917, il remporte quatre victoires, dont l'une est partagée avec Maurice Robert (en) et Fernand Guyou. Le 5 novembre 1917, Daladier est promu adjudant-chef.
Daladier vole alors en SPAD. Il remporte huit victoires supplémentaires, entre le 29 mai et le 4 octobre 1918 dont la moitié contre des ballons d'observation (Drachens) allemands et l'autre moitié contre des chasseurs ennemis. Il partage l'une de ses quatre dernières victoires avec Pierre Delage (en). Il est nommé sous-lieutenant, le 17 juin 1918. Peu après, le 27 juillet 1918, il est fait Chevalier de la Légion d'honneur. Il obtient à cette occasion une nouvelle citation :

« Pilote excellent en raison de son esprit d’initiative dans le combat. Pendant deux ans et demi dans l’aviation il a toujours fourni les preuves de ses capacités par de nombreuses missions de protection et de poursuite. Il a récemment porté le nombre de ses victoires à sept, a déjà obtenu la Médaille Militaire et quatre citations. »

### Engagement militaire après la guerre
Daladier reste dans l'aviation française après la fin de la guerre, il obtient le grade de capitaine en 1929. Il est promu officier de la Légion d'honneur, en juillet 1926 et devient commandeur en 1949. À la fin de sa carrière, en plus de la Légion d'honneur et de la Médaille militaire, il a reçu la Croix de guerre avec neuf palmes et a été fait chevalier de l'ordre du Ouissam alaouite et officier du Nichan Iftikhar.

## Décorations
- Croix de guerre 1914–1918
- Officier du Nichan Iftikhar
- Officier de la Légion d'honneur